# Исламизм в Великобритании
Исламизм в Великобритании — явление в жизни современного Соединённого Королевства, связанное с присутствием в стране большого количества исламистских организаций, преимущественно в Лондоне. Деятельность различного рода исламистских организаций в Лондоне, начиная с 1990-х годов, приобрела такое заметное влияние на жизнь в Великобритании и других европейских государствах, что для её характеристики стали использовать новое слово — Лондонистан. Используется в средствах массовой информации и различного рода исследованиях, посвящённых деятельности радикальных исламистских группировок в столице Великобритании.
Термин «Лондонистан» возник в середине 1990-х годов и его применили французские власти, отмечая значительный рост присутствия радикальных исламистов в Лондоне и нежелание британских властей с этим бороться. Расследования, проведённые после серии терактов в Париже в 1995 году, в рамках борьбы с деятельностью террористов во Франции и Бельгии установили, что значительное число телефонных звонков и отправленных факсов исходили именно из Лондона. Были установлены лица, причастные к совершению террористических актов. Некоторые французские чиновники считали, что если бы власти Великобритании предприняли своевременные меры, то терактов в парижском метро не было бы.
В 2007 году на русском языке вышел роман британского писателя индийского происхождения Гаутама Малкани «Лондостан», в котором рассказывается о жизни иммигрантов из Индии и Пакистана в Британии.

## Деятельность исламистских организаций
С конца 1980-х годов стало заметным влияние мусульманских организаций на политическую жизнь Великобритании. Толчком к этому послужило дело Салмана Рушди. Сразу же после публикации книги Сатанинские стихи мусульманами был создан Комитет Великобритании по делам исламских организаций. В сентябре 1989 года была создана Исламская партия Великобритании, ставящая своей целью наделение исламской религии теми же правами и привилегиями, которыми пользуется англиканская церковь. В программном документе также значилось: добиться введения изучения исламских религиозных дисциплин в общеобразовательных учреждениях страны и государственных денежных субсидий мусульманским учебным заведениям.
В 1996 году был создан единый представительный орган мусульман страны — Совет мусульман Великобритании, который был признан правительством. К середине 1990-х годов в Великобритании насчитывалось 839 мечетей и 950 различных мусульманских организаций. По официальным данным в 1997 году из 1,5 млн проживающих в Великобритании мусульман 610 тысяч были из Пакистана, 200 тысяч — из Бангладеш, 160 тысяч — из Индии, 350 тысяч — из стран Ближнего Востока и Африки, 180 тысяч — из других стран.
В Лондоне обосновалось большинство западноевропейских исламских центров, многие из которых поддерживают радикальные исламистские группировки. Исламская информационная служба (араб. المرصد الإعلامي‎, аль-Марсад аль-и’лами) под видом правозащитной организации выступает на стороне фундаменталистов. Абу Хамза аль-Масри, проповедуя в одной из лондонских мечетей, оправдывал расправы алжирской «Вооружённой исламской группы» над мирными жителями. При непосредственной финансовой поддержке Усамы бен Ладена он создал организацию «Ансар аш-Шари’а» («Приверженцы шариата»). Сразу после событий 11 сентября 2001 года он заявил, что, если те, кто совершил эти акции, были мусульманами, то справедливость на их стороне.
Руководитель созданной в 1983 году организации «Аль-Мухаджирун» (араб. المهاجرون‎), целью которой является создание всемирного мусульманского государства, Омар Бакри заявил, что Англия — столица исламского мира, а Трафальгарская площадь «стала нашей Меккой». «Аль-Мухаджирун» поддерживает джихад в Боснии, Чечне. При помощи этой организации осуществлялась подготовка британской мусульманской молодежи для отправки в Чечню. Ею было собрано около 250 тыс. долларов для вооружённых формирований Шамиля Басаева.
Омар Бакри заявил: «По воле Аллаха мы превратим Запад в Дар аль-Ислам (то есть в территории, подчиненные правилам ислама) путём вторжения извне. Если исламское государство встанет на ноги и вторгнется в западные территории, мы будем его армией, его солдатами, завоевывающими Запад изнутри. Если же этого не произойдёт, мы изменим Запад путём идеологического вторжения, без кровопролития». Он также говорит, что «мы не делаем различий между гражданскими и негражданскими, невиновными и виноватыми, только между мусульманами и неверными. А жизнь неверного ничего не стоит. Она не священна». Омар Бакри Мухаммад мечтает вывесить знамя ислама над резиденцией британского премьер-министра на Даунинг-стрит, 10. «Я уверен, что когда-нибудь это случится, потому что это — моя страна. Мне нравится здесь жить».
В апреле 2001 года в Лондоне открылся первый съезд радикальных исламистских организаций, в том числе египетской «Аль-Джихад», алжирской «Вооруженной исламской группы», «Аль-Каиды». Этот съезд проходил под эгидой организации «Аль-Мухаджирун».
Ещё одной радикальной организацией, базирующейся в Лондоне, является «Хизб ут-тахрир аль-ислами» («Партия исламского освобождения»). Эта организация ведёт подрывную деятельность в ряде стран и внутри мусульманских диаспор в Европе. Она особенно активна в Бельгии, Германии, Голландии. Она считает правительства всех исламских государств предательскими и незаконными. По мнению бывшего лидера партии Абд аль-Кадима Зулюма, священной обязанностью каждого мусульманина является борьба за создание исламского государства. «Все государства следует объединить в одну исламскую отчизну, конечная цель — создание халифата», или «следует выработать концепцию исламского правления, отказавшись от демократии, навязываемой мусульманским странам; главная задача заключается не в создании одного или нескольких исламских государств, а в строительстве единого исламского сообщества по всему мусульманскому миру с последующим присоединением к нему неисламских территорий».
Находящийся в Великобритании «Издательский дом Аззам», названный так в честь одного из создателей радикального движения «Хамас» Абдаллы Аззама, выпускал радикальную исламистскую литературу.
Ещё одним деятелем радикального исламизма является шейх Омар Абу Омар, известный так же, как Абу Катада и Абу ат-Такфири. Через его мечеть на юге Лондона в Брикстоне «прошли» многие известные террористы: Ричард Рид, Закариас Муссауи и др. Его ещё называли эмиссаром бен Ладена в Европе. Директор Центра по изучению проблем терроризма Шотландского университета Магнус Рэнсторп говорит, что самую большую угрозу представляют агенты «Аль-Каиды», которые очень умело вербуют молодёжь, используя для вербовки мечеть в Брикстоне.
С начала 1990-х годов в Великобритании алжирские исламисты начали создавать свои структуры. Руководили этим процессом Мохаммад Дмили (он издавал бюллетень «Исламского фронта спасения» «Аль-Баляг»), Рашид Рамдан (он стал впоследствии одним из финансистов «Вооружённой исламской группы») и Камареддин Кербан. Алжирские исламисты создали организацию «Хьюман консерн интернешнл», которая занималась переброской алжирских «афганцев» и их интеграцией в формированиях религиозных экстремистов.
В Лондоне находится и «Аль-Мунтаа аль-ислами» («Исламский фронт спасения»), объединяющий главным образом выходцев из Алжира. Основная часть собираемых фронтом средств направляется на проведение операций в других странах. Используя ассоциацию «Алжирская община в Великобритании» активисты «Исламского фронта спасения» проникли в исламскую миссию в Великобритании с базированием в Бирмингеме и Лондоне. С приходом в эту организацию алжирцев профиль этой организация сместился в сторону радикализма. В Южном Уэльсе был обнаружен лагерь, где в течение нескольких лет перед отправкой в Афганистан молодых мусульман обучали владению огнестрельным оружием.
Результаты событий 11 сентября 2001 года, серия взрывов в Лондоне заставляют британские власти внести коррективы в модель британского мультикультурализма с предоставлением этническим группам равных прав для политического, экономического и любого другого участия в жизни государства.
Глава лондонской полиции Ян Блейр неоднократно заявлял, что безопасности Великобритании угрожает «огромное количество» мусульман, вернувшихся из тренировочных лагерей террористов в Афганистане. Ранее с аналогичным заявлением выступил премьер-министр Тони Блэр. Ещё в 2003 году генеральный директор MI5 Элиза Мэннингем-Буллер сообщила правительству и парламентариям о существовании в Великобритании «пассивных» агентов «Аль-Каиды», которые занимаются сбором информации.
Британский министр иностранных дел Джек Стро, выступая в Совете Безопасности ООН, заявил, что законы, позволяющие людям искать защиту от произвола властей в зарубежных странах, в эпоху глобального терроризма должны быть пересмотрены. По словам главы британского внешнеполитического ведомства, «право на политическое убежище не является неограниченным. Оно не распространяется на тех, кто совершил военные преступления, преступления против человечности или иные серьезные преступления, а также на тех, кто совершает действия, противоречащие целям и принципам ООН».
По решению властей Великобритании в последние годы ряд радикальных мусульманских организаций, в частности Islam4UK, были запрещены.